# Norbert de Xanten
 (janvier 2017).
Si vous disposez d'ouvrages ou d'articles de référence ou si vous connaissez des sites web de qualité traitant du thème abordé ici, merci de compléter l'article en donnant les références utiles à sa vérifiabilité et en les liant à la section « Notes et références ».
Norbert de Xanten est un prêtre itinérant fondateur de l'ordre des chanoines réguliers de Prémontré, appelés moines blancs de Prémontré ou couramment Prémontrés ou Norbertins, ainsi qu'un prélat de l'Église du Saint-Empire romain germanique.
Sa date de naissance près de Santon ou Xanten, sur les bords du Rhin inférieur, n'est pas assurée ; les historiographes de l'ordre la fixent souvent vers 1080, mais elle peut être comprise suivant d'autres traditions entre 1080 et 1092, avec parfois une prédilection pour 1085. Il est mort le 6 juin 1134 en se consacrant à sa tâche d'archevêque de Magdebourg.
Norbert a mené une vie de prédication et de pénitence après sa trentième année. Le tombeau de cet apôtre de la réforme grégorienne, canonisé tardivement en 1582, est placé au début du XVIIe siècle dans l'église de l'Assomption du monastère de Strahov, à Prague, après avoir été dérobé à l'ancienne abbaye Notre-Dame de Magdebourg. La translation de la dépouille du saint s'est imposée par crainte d'un possible saccage dans une Magdebourg indéfectiblement protestante depuis 1524. Les reliques de Norbert ont ainsi remonté le cours de l'Elbe pour se trouver, protégées et vénérées, en terre catholique.

## Biographie

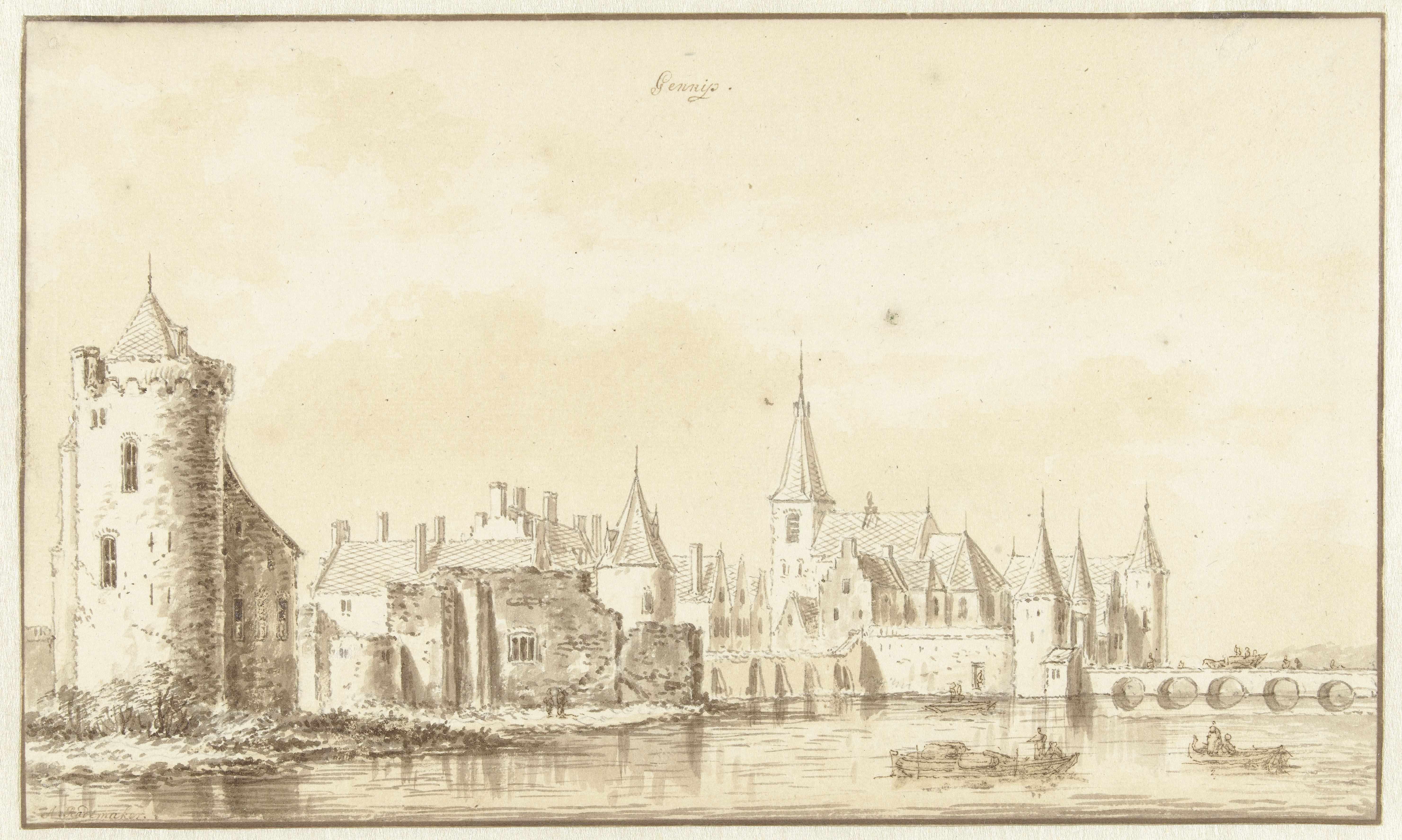
Dessin de la ville de Gennep vers la fin du XVIII.

Norbert est né au château paternel de Gennep, près de Xanten, patrie légendaire de Siegfried, selon une version de la légende des Niebelungen, en Rhénanie du Nord. Il est le fils d'Héribert de Gennep, seigneur de Millen et de Gennep, comte de Clèves. Son père par son appartenance à l'illustre maison de Clèves est un cousin de la famille impériale régnante ainsi qu'un parent proche de Gottschalk, comte de Zutphen, son fils ou son frère. Sa mère descendante des comtes de Guise appartient à la noblesse picarde du Vermandois. Ainsi apparaît déjà l'espace franco-flamand entre Picardie et Rhénanie inférieure, incluant la Flandre, le Brabant, la Hollande où le prêtre Norbert va accomplir ses missions pastorales.
Vers l’âge de neuf ans, il est placé novice puis oblat à la collégiale de Xanten. Il est alors confié aux soins du chanoine écolâtre du chapitre de Xanten pour l'instruire et le préparer au sacerdoce par une rude discipline. Mais par la faveur de son cousin, l'empereur Henri V, le voilà vers 18 ans tiré du monde de la prière et nommé chapelain de la collégiale de Xanten. Il y mène la vie de la noblesse de cour, tout en portant les insignes de la chapelle impériale d'Aix-la-Chapelle. Il gère les dossiers religieux, s'occupe de diplomatie religieuse dans un cadre fastueux et agréable. Mais, simple vicaire laïc, il n'a point prononcé de vœux, aussi mène-t-il par son statut une vie libre, luxueuse et de plus en plus dissipée une fois son ministère accompli. Membre de l'expédition de Rome en 1110-1111, qui conduit à l'emprisonnement du pape Pascal II. Le responsable religieux à la belle chevelure blonde conserve une attitude sérieuse et appliquée lorsqu'il suit les campagnes du souverain impérial et les négociations de l'Empire avec la Papauté entre 1111 et 1112. Il négocie avec le cardinal chancelier Jean du pape Pascal II. La légende rapporte que, lassé des passades frivoles de la cour, il prend bientôt une bonne et tendre amie dans un milieu moins favorisé. Protégeant leur amour, les tourtereaux trouvent un refuge douillet à l'écart des mondanités hypocrites de la cour. Sa mie enceinte accouche douloureusement et perd la vie en même temps que son enfant. Inconsolable, le chapelain cache sa peine à la cour. Mélancolique et ne trouvant d'attache affective à trente ans, la foudre le frappe sur son cheval par une journée sombre et pluvieuse dans la grande plaine du Nord, sur la route de Wreden en Westphalie. Restant inanimé, il garde la vision bienheureuse des morts au paradis, en particulier ceux qu'il avait aimés l'incitant à porter dans les moindres recoins de l'Occident la parole de vie éternelle et le pain du Christ aux plus démunis.
En 1115 selon certains auteurs religieux[Qui ?], mais peut-être plus tôt - après 1112 - Norbert prend conscience de sa vie légère et décide de changer radicalement de vie. Il démissionne de la chapelle impériale. Après avoir repris contact avec le monde monastique et consulté les anciens chanoines qui l'avaient formé, il passe quelques mois en réclusion, puis il est ordonné prêtre, reçoit la tonsure et revêt une simple robe de bure. Après s'être débarrassé de tous ses biens, il annonce vouloir promouvoir une réforme rigoureuse des chanoines en respectant la Règle de saint Augustin. Mais même armé de patience, il trouve partout un front du refus des anciens chanoines nullement désireux d'abandonner leur mode de vie tranquille et doit se contenter d'une existence itinérante de prêtre prédicateur équipé avec l'aide d'une parente, d'un âne et d'une chapelle portative pour dire la messe. Mais les prêtres installés et protégés par les évêques voient d'un mauvais œil ce prêtre mendiant aller au-devant de leurs ouailles ou devenir un familier des hameaux reculés. Norbert, prêtre sans résidence fixe, est souvent chassé par les autorités religieuses où qu'il soit, et il migre alors des bouches du Rhin à la Flandre jusqu'à la France du Nord. Mais reconnu, il est arrêté et mis en procès. En 1118, durant l'hiver, nu pied, nourri et abrité par la générosité paysanne, il traverse le royaume de France du nord au sud pour rejoindre le pape Gélase II de passage en Languedoc et c'est à Saint-Gilles que la rencontre aura lieu. Ce dernier, ancien chancelier de Pascal II qu'il connaissait dans son autre vie de chapelain, le reconnaît et obtempère à ses vœux lui permettant par la remise d'un diplôme officiel de continuer à prêcher.
Désormais, de retour muni du sésame papal, il rend une visite préalable aux évêques avant de prêcher officiellement dans leur diocèse. Il rencontre à Valenciennes Hugues de Fosses, chapelain de l'évêque de Cambrai. Fasciné par Norbert, Hugues de Fosses l'accompagne ensuite dans un grand nombre de ses voyages et, merveilleux scribe et organisateur, planifie déjà ses rencontres et missions d'évangélisation.

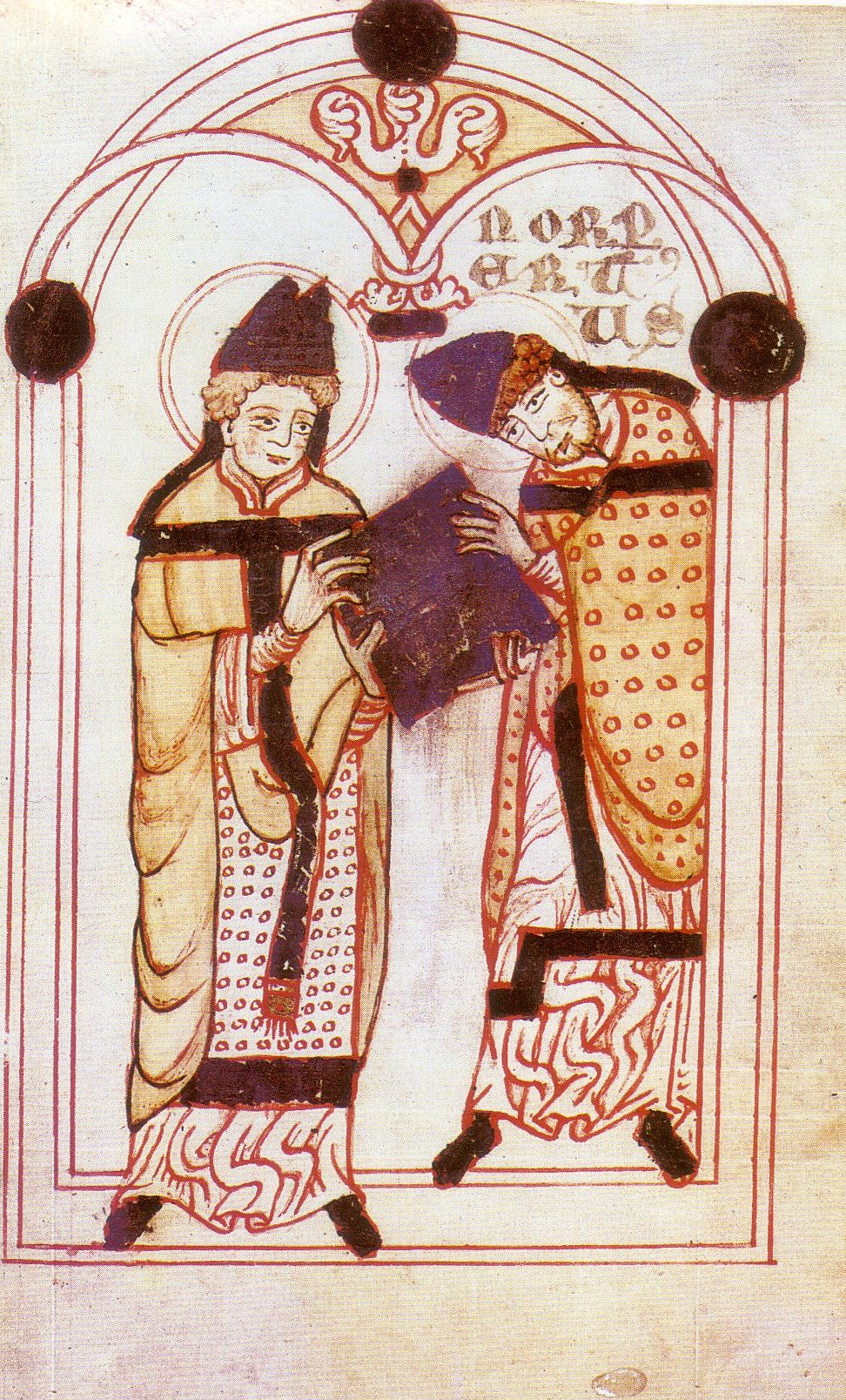
Saint Norbert recevant la règle de saint Augustin pour son ordre.

Les évêques se concertent pour mieux le connaître et lui confier des missions. Encouragé par l’évêque de Laon Barthélemy de Jur, il tente d'abord en vain de réformer les chanoines de l’abbaye Saint-Martin de Laon, mais ceux-ci le rejettent. Les terres marécageuses au centre de la forêt de Voas, l’actuelle forêt de Saint-Gobain dans l'Aisne, sont désertes depuis les exactions des seigneurs de Coucy, de féroces brigands. L'évêque de Laon entend installer hors de sa ville les hommes et femmes de toutes conditions, qui recherchent une vie religieuse et pure et qui affluent de toute part pour rencontrer le jovial Norbert. Le lieu-dit Prémontré au bord de la route entre Saint-Quentin et Soissons, qui est sous l'autorité de l'évêché depuis sa confiscation à la seigneurie de Coucy, est idéal.
Par l'accord du pape Calixte II, Norbert, protégé par Barthélemy de Jur, réalise son rêve en fondant avec quarante disciples un ordre monastique de chanoines réguliers chargé de missions pastorales et évangélisatrices. L'installation en 1120 de la première abbaye sur le site éponyme de l'ordre des Prémontrés est âpre et difficile. L'objectif est de réaliser des travaux d'aménagement, de construire un monastère où puisse être réunis et formés des clercs qui, une fois ordonnés prêtres, doivent se vouer à un ministère sacerdotal et prêcher l'Évangile dans la pauvreté. Mais les premiers travaux, même avec la foule enthousiaste des convers, s'avèrent lourds et contraignants. Les conditions de vie rebutent un grand nombre de clercs sélectionnés et une partie de laïcs encore plus mal lotis partent ; ils sont vite remplacés par des plus ardents. Les moniales, religieuses choisies parmi des femmes de haute condition, et les femmes converses ne sont pas les plus timorées à la tâche. Mais l'effort, sans maîtrise technique, reste vain. Hugues de Fosses, inlassable organisateur, comprend la nécessité de recruter des hommes d'art et de métier remarquables ou d'exception et s'y emploie avec un grand sens de l'émulation.
Mais Norbert, toujours sur les chemins entre les villes, délaisse la gestion des débuts des bâtiments et équipements à l'équipe dirigée par le fidèle et patient Hugues. Il préfère reprendre sa mission pastorale auprès des humbles, dormant à la belle étoile ou dans les granges. Conscient de ses responsabilités, il collecte néanmoins dans l'espace rendu familier au cours de ces premières prédications des fonds, des aides, des dons en nature auprès des riches, lesquels ont souvent accaparé les revenus des cures et de nombreux biens fonciers de l'Église à leur profit. Il s'empresse de faire parvenir le fruit de ses quêtes sur le chantier de l'abbaye de Prémontrés qui dispose d'un réseau de communication par coursier rapide.
L'année suivante, de passage à Namur, il reçoit de la comtesse Ermesinde de Luxembourg, femme du comte Godefroy une donation qui permet la fondation de Floreffe le 27 novembre 1121. En échange, Norbert s'engage à valoriser et à faire protéger ses donateurs par la foule des fervents partisans de l'ordre des Prémontrés. S'ensuivent d'autres donations qui permettent à l'ordre dirigé désormais par Hugues de Fosses, faisant fonction d'abbé. Norbert, son ami, garde la tutelle de l'ordre et surtout sa représentation extérieure. Hugues lui fournit les hommes selon les compétences, religieux chargés de la pastorale, clercs savants ou gestionnaires, convers hommes de l'art ou simple conducteurs de charroi ou manœuvres. Norbert qui, souvent isolé, reste en contact avec les valeureux moines et affiliés à l'ordre œuvrant dans les tâches concrètes incite à une extrême générosité et parvient même à nourrir les nécessiteux et affamés qui affluent en masse causant la frayeur des moines blancs de Prémontrés débordés au cours de l'hiver 1123 et du printemps 1124 exceptionnellement neigeux.

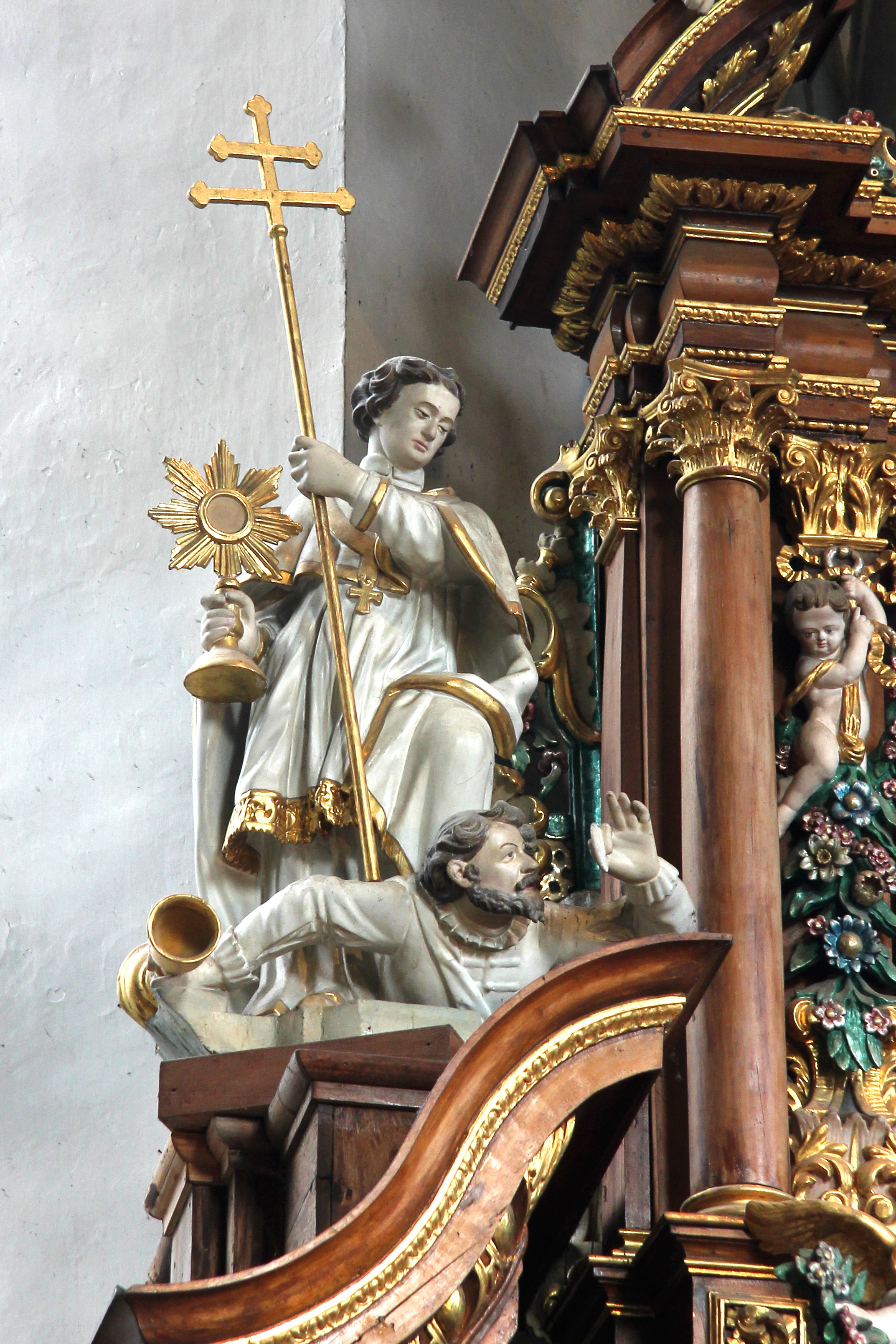
Norbert combattant Tanchelm, statue sur un autel latéral de l'église paroissiale de Wehr (Eifel).

Venu à Anvers combattre le tanchelisme, il transforme le chapitre séculier de l'abbaye Saint-Michel d'Anvers en chapitre régulier en 1124.
L'entreprise prémontrée sur tous les fronts religieux de l'Occident monte en puissance et suscite autant de ferveur participative et populaire que d'inquiétudes au sein des milieux de pouvoir. Le 16 février 1126, Norbert reçoit du pape Honorius II la bulle de confirmation Apostolicæ disciplinæ, qui approuve le choix de la règle de saint Augustin et confirme les possessions de Prémontré et des autres fondations de l'ordre. La même année, il est nommé archevêque de Magdebourg, en Saxe centrale. Contraint par ses nouvelles fonctions de quitter l'abbaye de Prémontré, il désigne Hugues de Fosses pour le remplacer, mais veille à garder un lien étroit avec son premier disciple.
En 1230, le bilan de l'ordre est impressionnant : en dix ans, les installations de plus en plus urbaines se sont multipliées vers le duché de Lorraine, le comté de Champagne, de Flandre, en France, la Picardie et la Normandie. Au nord du royaume de France où les autorités de l'ordre œuvrent de concert avec l'administration royale, les progrès sont grands. Six abbés connus en 1128 laissent la place à plus de cent en 1164, sans compter un nombre de prieurés et des partenariats pastoraux.
Les moines blancs doivent leur nom à la robe de lin écrue qui blanchit à force de lavage, en hiver, ils portent la laine brute des pénitents. Le charisme de Norbert et sa volonté de l'imiter semblent des éléments moteurs.
A la différence de beaucoup d'autres mouvements réformés des XIe et XIIe siècles, les premières fondations de l'ordre des prémontés ont intégré des monastères accueillant à la fois des hommes et des femmes. La séparation des communautés n'est intervenue qu'en 1140 à la suite d'une décision du deuxième concile de Latran.
Pour enrayer la progression de l'ordre, les dignitaires de l'Église et les seigneurs des diocèses où le chef de l'ordre agit souhaitent ardemment l'éloignement ou la disparition du « cauchemar blanc »[Qui ?]. Mais les contacts et les réseaux de solidarité prémontrés sont déjà bien implantés et le départ définitif d'un Norbert vieillissant, déjà affaibli par une mauvaise santé récurrente, n'entrave pas la croissance de l'ordre : elle permet à Hugues de Fosses d'ancrer les pratiques administratives avec les divisions géographiques ou circacies, des statuts précis concernant la liturgie ou les réunions ou chapitres ordinaires ou extraordinaires à l'origine des chapitres généraux organisés après 1150, et de mieux assurer les mesures de surveillance et de contrôle financier. Parmi les décisions radicales et misogynes que Norbert n'a jamais approuvées, l'ordre élimine sa branche féminine, considérée comme une source de discrédit possible.

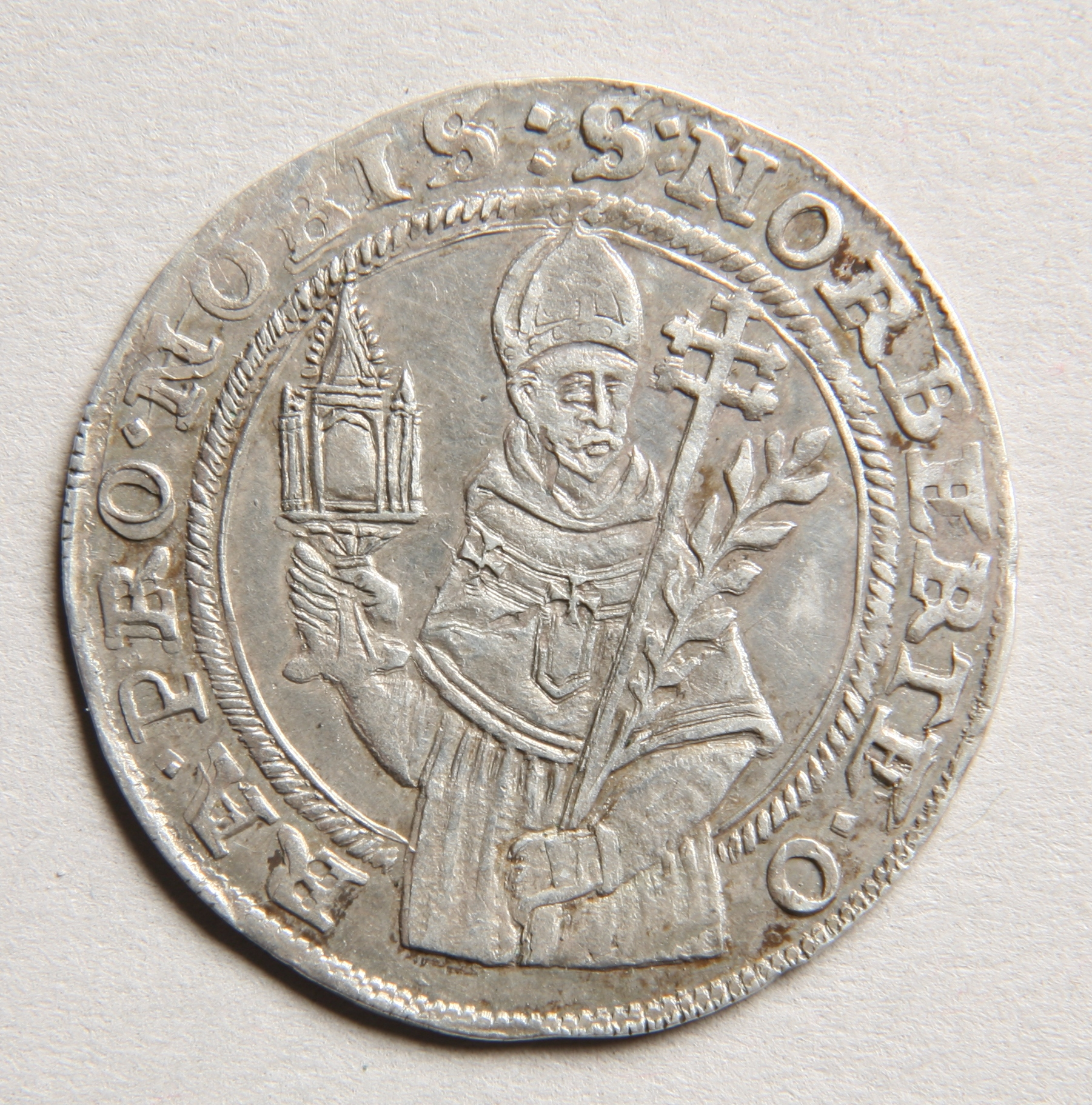
Médaille commémorant la translation du corps de saint Norbert à Prague en 1627.

Saint Norbert, après plus d'une décennie de pérégrination pastorale, retrouve les hauts dignitaires allemands périodiquement assemblés à la cour. Mais il n'a pas accepté cette mission par goût du luxe et garde la tonsure et ses austères vêtements de prêtre itinérant, tout en se protégeant mieux du froid. Il parvient à convaincre quelques chanoinesses d'Empire de prendre modèle sur la règle des Prémontrés. La restructuration de la marche saxonne est surtout au cœur de ses préoccupations. Il appelle les Prémontrés à reprendre le flambeau afin d'assurer conversion et pastorale dans une grande dignité chrétienne. Dans la société saxonne et slave, il met son ordre au service de la réforme grégorienne. Cette implication de l'archevêque suscite des heurts violents de la part des princes et des anciens missionnaires. Il applique la même règle à son clergé de Magdebourg.
La politique ecclésiastique après l'élection d'Innocent II en 1130 accapare un prélat vieillissant. On le voit désormais se battre aux côtés de Bernard de Clairvaux pour assurer le bon droit d’Innocent II réfugié en France contre l’antipape Anaclet. Les deux grands patrons d'ordre canonique, les Prémontrés et les Cisterciens, sont en mesure d'intervenir en arbitre dans les choix politiques de l'Occident chrétien. Ils entraînent Lothaire II dans le parti d'Innocent II. Norbert accompagne en 1133 l’empereur Lothaire II à Rome en qualité d’archichancelier du Saint-Empire. Au retour, il reçoit le primat des deux Saxes.
Sa réforme du clergé de Magdebourg suscite le mécontentement parmi ses subordonnés qui vont jusqu’à tenter de l’assassiner. L'assassinat échoue par pur hasard. Norbert toujours vêtu comme un moine de son ordre est moralement abattu, sa santé décline toujours irrémédiablement.
Il meurt de la malaria et d’épuisement à Magdebourg le 6 juin 1134. Norbert aurait été canonisé sous un rite mineur oublié en 1216 par le pape Innocent III. Il a été canonisé en 1582 par le Pape Grégoire XIII. Saint Norbert, saint de l'église universelle, est fêté le 6 juin.

## Une explication de sa canonisation tardive
Il est curieux qu'un des grands acteurs chrétiens de la réforme des chanoines réguliers, les impliquant dans une humble et saine mission pastorale, n'ait été sanctifié que tardivement par l'Église. L'ordre des Prémontrés a l'esprit souvent militaire, investissant des domaines peuplés ou urbains, avec ses soldats, ses artisans ou ses hommes ou femmes de peine : il a donc été impliqué dans un grand nombre de conflits aux marches militaires et religieuses de la Chrétienté. Par son organisation rigoureuse, il anticipe tout en gardant pour lui sa singulière mystique de la fin de l’humanité et sa pieuse humilité pastorale les ordres de chevaliers teutoniques. La décadence de certaines branches à partir du XIVe siècle et la multiplication des abbayes mises en commende a terni son prestige. La réforme entreprise en 1576 sous l’influence des préceptes jésuites et oratoriens à une époque de vigoureuses croissances des missions au Brésil, en Inde, en Chine ou au Japon... et de réaffirmation pastorale face aux multiples églises protestantes en extension explique le regain d'intérêt historique pour le personnage fascinant de Norbert, prêtre tardif et prélat décisif, et le revirement du jugement papal.

## Devise de Norbert
« Wenig schreiben aber viel (zu) tun ».
Une traduction française dépassant l'opposition de quantité allemande wenig/viel en peu/beaucoup pourrait être : « Écrire avec parcimonie, mais accomplir sans réserve ».